# Boguszynek

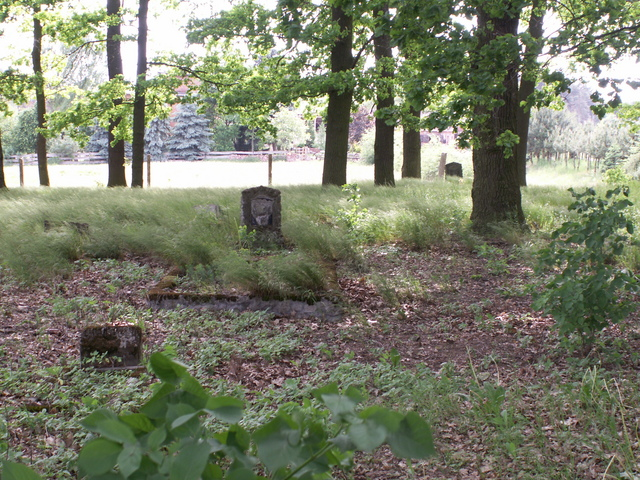
Cmentarz ewangelicki

Boguszynek – wieś w Polsce położona w województwie wielkopolskim, w powiecie średzkim, w gminie Nowe Miasto nad Wartą. Wieś o rozrzuconej zabudowie. Została założona w XVIII wieku przez Olędrów. Położona na Wysoczyźnie Kaliskiej, około 7,5 km od Nowego Miasta.
W latach 1975–1998 miejscowość administracyjnie należała do województwa poznańskiego.

## Historia
Czas powstania przypada na okres osadnictwa olęderskiego. Pierwsza wzmianka pochodzi z 1762 roku. 

## Atrakcje turystyczne
Znajduje się tu kościół św. Józefa Oblubieńca NMP, drewnianej konstrukcji zrębowej, jednonawowy z niższym i węższym prezbiterium. Wzniesiony w latach 1773–1775 w Kolniczkach, gdzie został rozebrany w 1975 roku i przeniesiony do Boguszynka w tym samym czasie. Było to zimą z roku 1974–1975. Na początku miejscowości (około 1,5 kilometra od kościoła św. Józefa Oblubieńca NMP) znajduje się stary cmentarz ewangelicki z nagrobkami z drugiej połowy XIX wieku, gdzie pochowani są głównie Holendrzy. W pobliżu cmentarza wybudowany jest stary, drewniany dom – dawna szkoła z drugiej połowy XIX wieku.